# カトリック百科事典
カトリック百科事典 (the Catholic Encyclopedia) は1913年にThe Encyclopedia Pressにより出版された英語の百科事典で、今日では別のカトリック百科事典 the New Catholic Encyclopedia に対して the Old Catholic Encyclopedia（即ち旧カトリック百科事典）とも称される。
現在はパブリックドメインの情報源となっており、インターネット上において無料で公開されている。

## 歴史
百科事典を書く計画は1905年1月11日、5人の編集者によってなされた：
- チャールズ・G・ハーバーマン（英語版） (Charles G. Herbermann) - ニューヨーク市立大学シティカレッジのラテン語教授・資料管理者
- エドワード・ペイス（英語版） (Edward A. Pace) - ワシントン・アメリカ・カトリック大学（英語版）の哲学博士
- コンデ・ブノワ・パラン（英語版） (Condé B. Pallen) - 編集者
- トーマス・J・シャーハン（英語版） (Rev. Thomas J. Shahan) - カトリック大学の教会史博士
- ジョン・ウィン (Rev. John J. Wynne, S.J.) - The Messenger 編集者